# Franziszeischer Kataster
Der Franziszeische Kataster, auch Franciszäischer Kataster, ist der erste vollständige österreichische Liegenschaftskataster. Er enthält die Grundstücke des Gebiets des Kaisertums Österreich. Häufige Bezeichnungen sind auch Grundkataster, Steuerkataster und Grundsteuerkataster. Er entstand in den 1810er- bis 1870er-Jahren und ist nach dem ersten österreichischen Kaiser Franz I. benannt.
Der Franziszeische Kataster ist etwas anderes als die etwa zeitgleiche Franziszeische (2.) Landesaufnahme: Der Kataster hatte das Ziel, eine einheitliche Basis für die Bemessung der Grundsteuer zu schaffen, die Landesaufnahme diente in erster Linie militärischen Zwecken (Militärgeografie). 
Der Kataster ist die nun schon über 200 Jahre bestehende Grundlage der Grundbücher Österreichs – der Vorgänger der Grundstücksdatenbank sowie der Digitalen Katastralmappe und der anderen Vermessungsbehelfe in Nachfolgestaaten der Habsburgermonarchie. Das führte dazu, dass Staaten, deren Gebiet nur teilweise zur Monarchie gehörte, bis in die zweite Hälfte des 20. Jahrhunderts nur in diesen Teilen über detaillierte Grundbücher verfügten, in anderen Teilen nicht. Das war beispielsweise in Rumänien der Fall, wo nur Siebenbürgen und die Bukowina Teil der Monarchie waren. In Italien gibt es bis heute zwei verschiedene Grundbuchssysteme (und damit Verfahren zum Grundstückskauf), weil nur in den Provinzen Bozen, Trient, Görz und Triest sowie in einem Teil der Provinz Udine bis nördlich von Strassoldo bei Cervignano del Friuli das alte österreichische Kataster- und Grundbuchssystem besteht und verwendet wird.

## Grundlagen

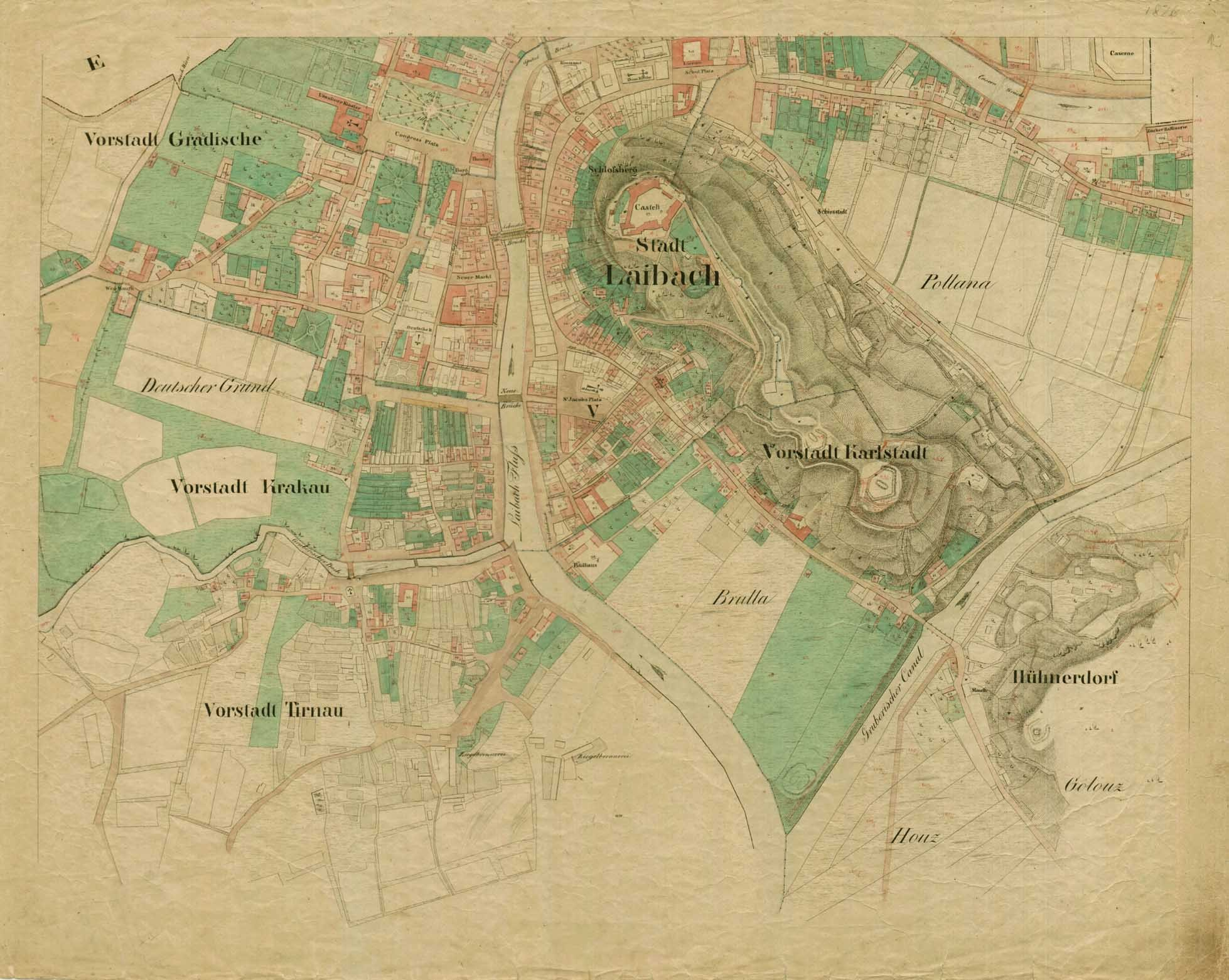
Laibach 1826, teilweise unkoloriert und ohne Grundstücksnummern

Der Kataster wurde von 1817 bis 1861 erstellt und ist nach Kaiser Franz I. benannt, der die Katastervermessung durch das Grundsteuerpatent vom 23. Dezember 1817 veranlasste. Die Vermessungsarbeiten erstreckten sich zunächst auf die österreichischen Länder der Monarchie (Cisleithanien). Es wurden 300.082 km² auf handgezeichneten, kolorierten Blättern von 20 × 25 Zoll ≈ 53 × 66 cm dargestellt. Ein Blatt umfasst 500 Joch. Insgesamt wurden ca. 50 Millionen Grundstücke in ca. 30.000 Katastralgemeinden auf 164.357 Mappenblättern ausgearbeitet. Das heutige Staatsgebiet Österreichs ist auf 53.212 Blättern enthalten.
Die Blätter des Katasters sind im Maßstab von einem österreichischen Zoll zu 40 Klaftern gezeichnet, somit im Verhältnis von 1:2880. Ausgangsbasis für diesen Maßstab war der damals übliche österreichische Militärmaßstab von 1 Zoll zu 1000 Schritten (1:28.800). Die Katasterblätter waren im Regelfall daher im „zehnfachen Militärmaß“ gezeichnet. Ortsgebiete wurden in 1:1440, ausnahmsweise auch 1:720, Gebirgsgegenden in 1:5760 dargestellt.
Längen sind in Zoll und Klaftern, Flächen in Quadratklaftern, teilweise in Joch angegeben. Ein Quadratzoll in der Mappe entsprach einem Joch in der Natur. Nach 1870 wurde damit begonnen, in die Katasterblätter Maßstäbe zum metrischen System aufzunehmen und ältere Blätter damit zu ergänzen. Zum Kataster gehört das Kataster-Operat: Diese Arbeitsunterlagen dokumentieren Grundstücks-, Eigentümer-, Häuser- und Liegenschaftsverzeichnisse, Grundbesitzbögen, Kulturflächenausweise, Riedübersichten und Namensverzeichnisse.
Die Erfassung der ungarischen Länder (Transleithanien: Ungarn, Siebenbürgen, Kroatien usw.) erfolgte ab 1850 und nicht mehr durch farbige Blätter. Das Vermessungsgebiet der gesamten österreichisch-ungarischen Monarchie umfasste 670.000 km².

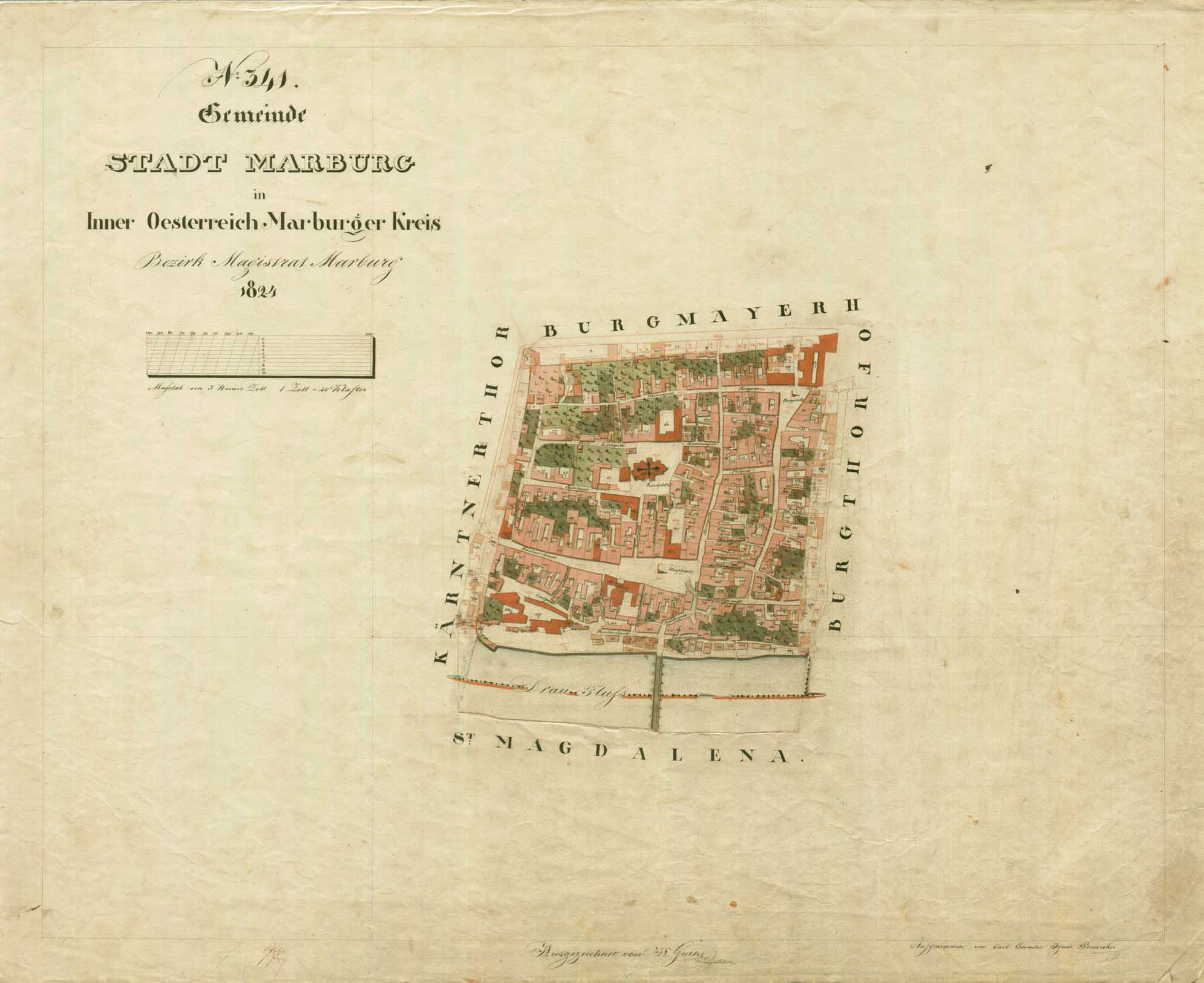
Marburg an der Drau im Jahr 1824

Vorgänger des Franziszeischen Katasters sind die Steuererhebungen unter Maria Theresia und das Josephinische Lagebuch von Joseph II. aus 1785–1789, beruhend auf dem Steuer- und Urbarialpatent Josephs II. Dieser Kataster musste bereits 1790 wieder aufgehoben werden und wurde bis zum Franziszeischen Kataster als Grundsteuerprovisorium benutzt.
Basis des Katasters ist die Franziszeische Katastralvermessung. Die Vorarbeiten dafür liefen ab 1806. Formelle Grundlage ist das Grundsteuerpatent vom 23. Dezember 1817. Dieses Gesetz stellte die Besteuerung von Grundstücken auf neue Grundlagen. Die Steuersysteme von Maria Theresia und Joseph II. hatten die Besitzstände der jeweiligen Grundherrschaften als Steuerbasis herangezogen, mit dem neuen Kataster sollte der Ertrag, der sich aus dem Boden erwirtschaften ließ, für alle Grundeigentümer in gleicher Weise als Basis für die staatlichen Grundabgaben herangezogen werden. Davon leitet sich die Bezeichnung des Franziszeischen Katasters als „stabiler Kataster“ ab: Die Steuerbelastung sollte unabhängig vom tatsächlichen Ertrag und damit vom Fleiß der Besitzer, aber auch von Witterungseinflüssen sein. Höherer Ertrag durch höheren Einsatz sollte nicht zu höheren Grundsteuern führen. Von der kleinsten Einheit, der Parzelle, ausgehend, sollten alle Steuergemeinden (Katastralgemeinden), die Länder und schließlich das gesamte Reich erfasst werden.
Der Franziszeische Kataster ist etwas anderes als die Franziszeische Landesaufnahme: Der Kataster war Grundlage der Steuereinhebung und erfasste das einzelne Grundstück, die Landesaufnahme hatte die Aufgabe, die geografische Situation hauptsächlich für militärische Zwecke zu erfassen.

## Ablauf der Vermessung

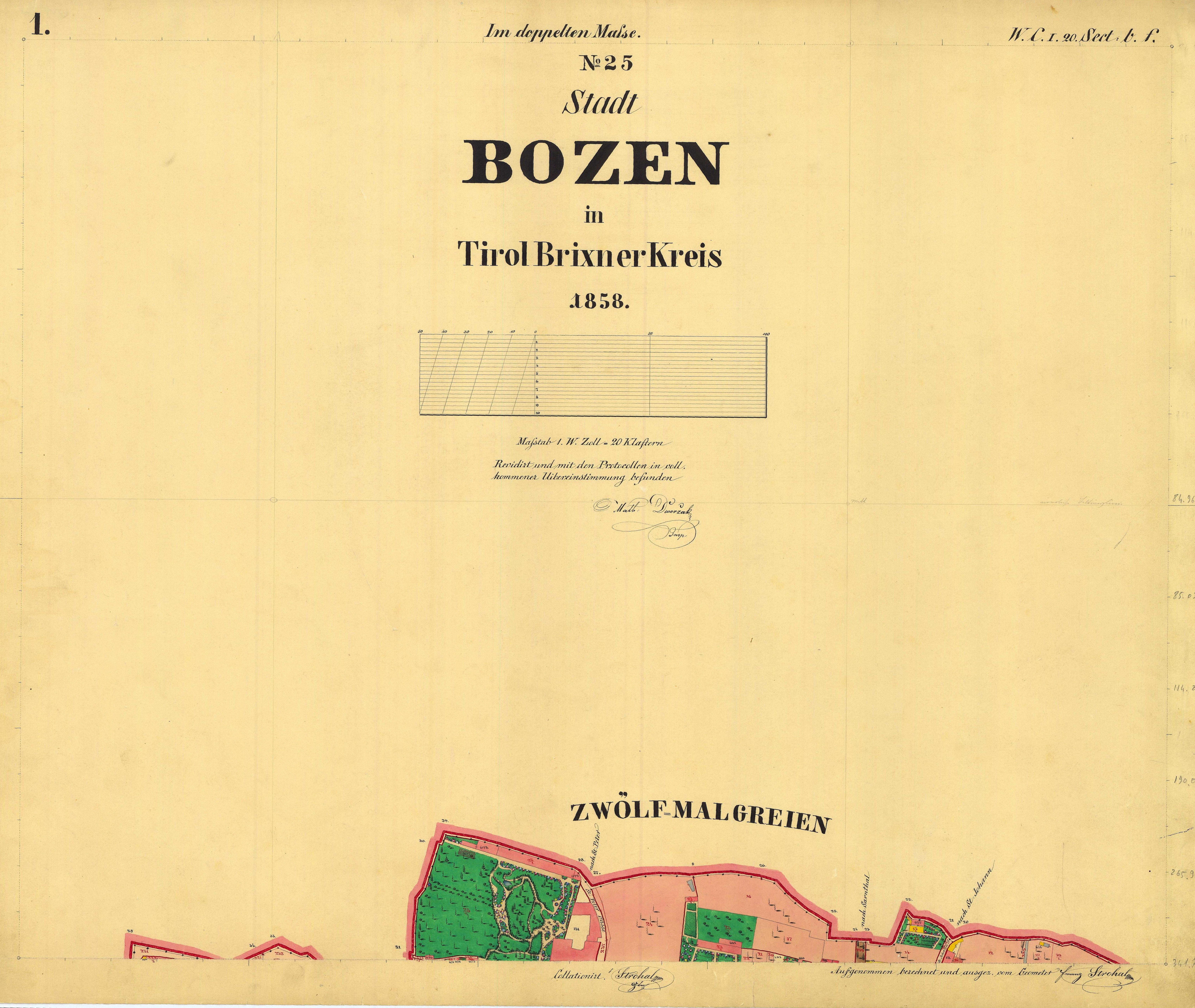
Blatt 1 der Katasteraufnahme der Stadt Bozen, 1858

Die Grundstücke jeder Katastralgemeinde wurden am Beginn mit Messtischaufnahmen erfasst. Durchgeführt wurden diese Erfassungen vom Militär. Im Lauf der weiteren Arbeiten wurden die jeweils technisch aktuellen Verfahren verwendet. Die Gebiete des heutigen Österreich wurden in folgenden Zeiträumen erfasst:
- Wien und Niederösterreich 1817 bis 1824
- Oberösterreich und Salzburg 1823 bis 1830
- Steiermark 1820 bis 1825
- Kärnten 1822 bis 1828
- Burgenland (damals Deutsch-Westungarn) 1853 bis 1858
- Tirol und Vorarlberg 1855 bis 1861.[2]

Da es zu Beginn der Erfassung noch keine Form einer Triangulation gab, auf die man bei der Festlegung der Vermessungsgrundlagen hätte zurückgreifen können, wurden mehrere lokale Koordinatensysteme geschaffen. Für das heutige österreichische Staatsgebiet waren Koordinatenursprünge
- für Wien und Niederösterreich sowie für Mähren und für Österreichisch-Schlesien der Südturm des Stephansdoms in Wien
- für Oberösterreich und Salzburg sowie für Böhmen der Gusterberg bei Kremsmünster
- für die Steiermark der Schöckl bei Graz
- für Kärnten sowie die Krain und das Küstenland der Krimberg bei Laibach[16]
- für Tirol und Vorarlberg der südliche Turm der damaligen Pfarrkirche in Innsbruck
- für das zu Ungarn gehörende Burgenland der östliche Turm der Sternwarte Budapest[6]

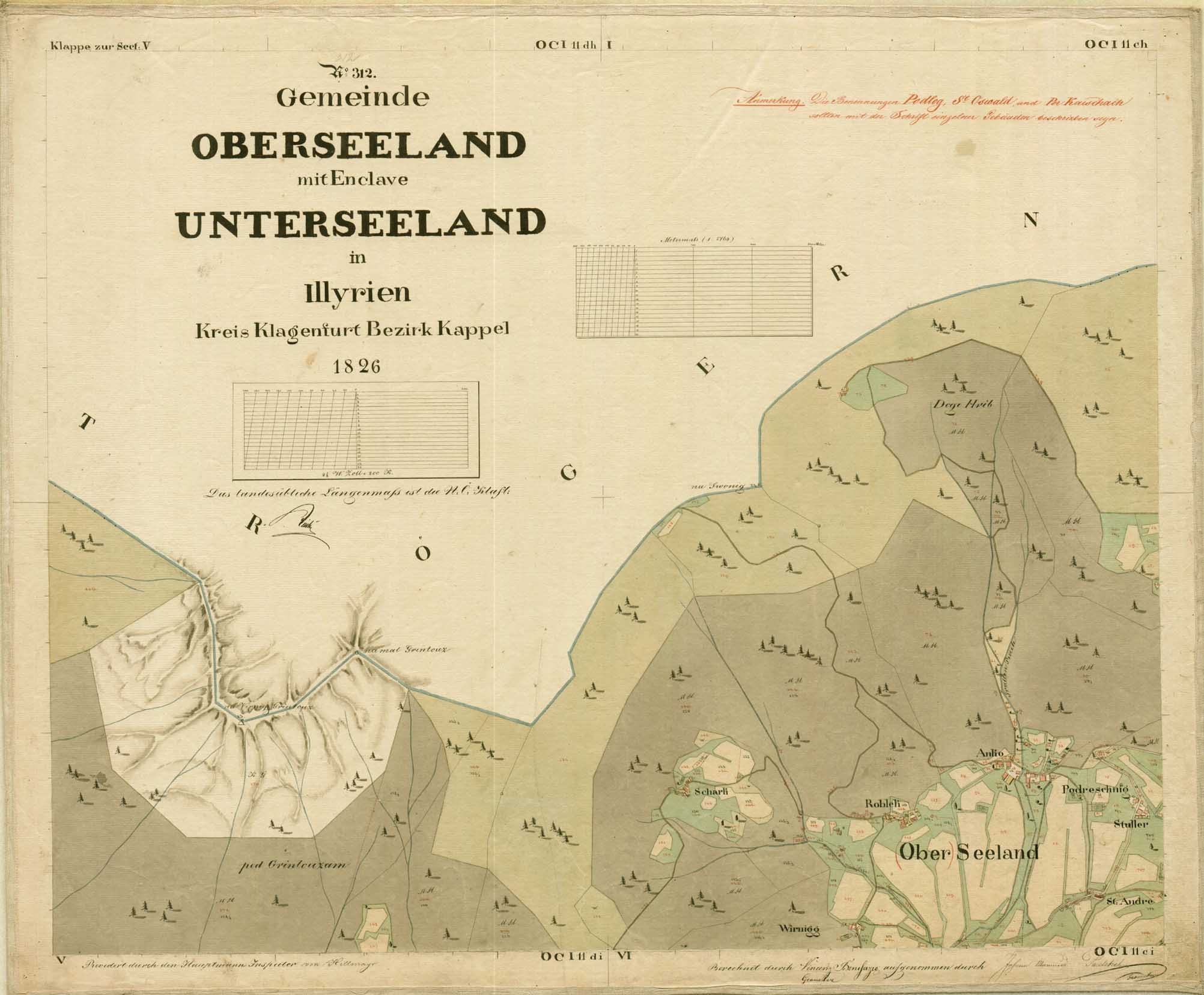
Seeland, südlich von Trögern in der Gemeinde Eisenkappel-Vellach 1826, damals Königreich Illyrien. Seit 1918 Slowenien (Koroška)

Zunächst wurden die Grenzen der Gemeinde festgelegt und in einer Grenzskizze festgehalten. Innerhalb der Gemeinde hatten die Grundbesitzer die Eigentumsgrenzen durch Steine, Pflöcke, Hotterhaufen (Erdhügel) oder Gruben zu kennzeichnen (Auspflockung). Die Grenzen zwischen unterschiedlichen Bodennutzungen (Culturgattungen: Wiesen, Äcker, Weingarten usw.) waren vom Grundeigentümer zu bezeichnen. Auf dieser Basis hatte der Vermessungsbeamte (Vermessungsadjunkt) die Grenzen zu erfassen. Bei Kulturgrenzen innerhalb eines Besitzes waren den Vermessern Ausgleiche gestattet, solange Gestalt und Fläche der Grundstücke im Wesentlichen gleich blieben, auch konnten Abgrenzungen der Kulturgattungen vereinfacht (gerade Striche statt Kurven etc.) dargestellt werden. Auf die genaue Darstellung von steuerfreien und gering besteuerten Flächen wurde teilweise weniger Wert gelegt, kleine Stallungen und andere Gebäude mit untergeordneter Bedeutung wurden nicht immer erfasst.
Die im Rahmen der Auspflockung ermittelten Angaben (einschließlich Eigentümer) wurden in einer „Feldskizze“ festgehalten. Die Messtischaufnahme präzisierte deren Angaben, weitere Details wurden in der „Indikationsskizze“ festgehalten. In der Winterzeit, in der keine Arbeiten im Freien sinnvoll waren, entstand aus diesen Unterlagen das endgültige Blatt. Erst nach einer weiteren Begehung durch eine Kommission (Reambulierung) wurden die Grundstücksnummern vergeben.
Grundlage der Vermessung waren diverse Dienstanweisungen, beispielsweise die 1824 die Katastral-Vermessungs-Instruktion (KVI). Die Vermessungsmitarbeiter wurden eingehend kontrolliert (zweifaches Virgulieren). Sie hatten ihr Arbeitsgerät selbst zu finanzieren und hafteten für Fehler. Das Katasterevidenzgesetz ersetzte 1883 die früheren Regeln und sah vor, dass der Stand des Katasters alle drei Jahre zu prüfen sei.

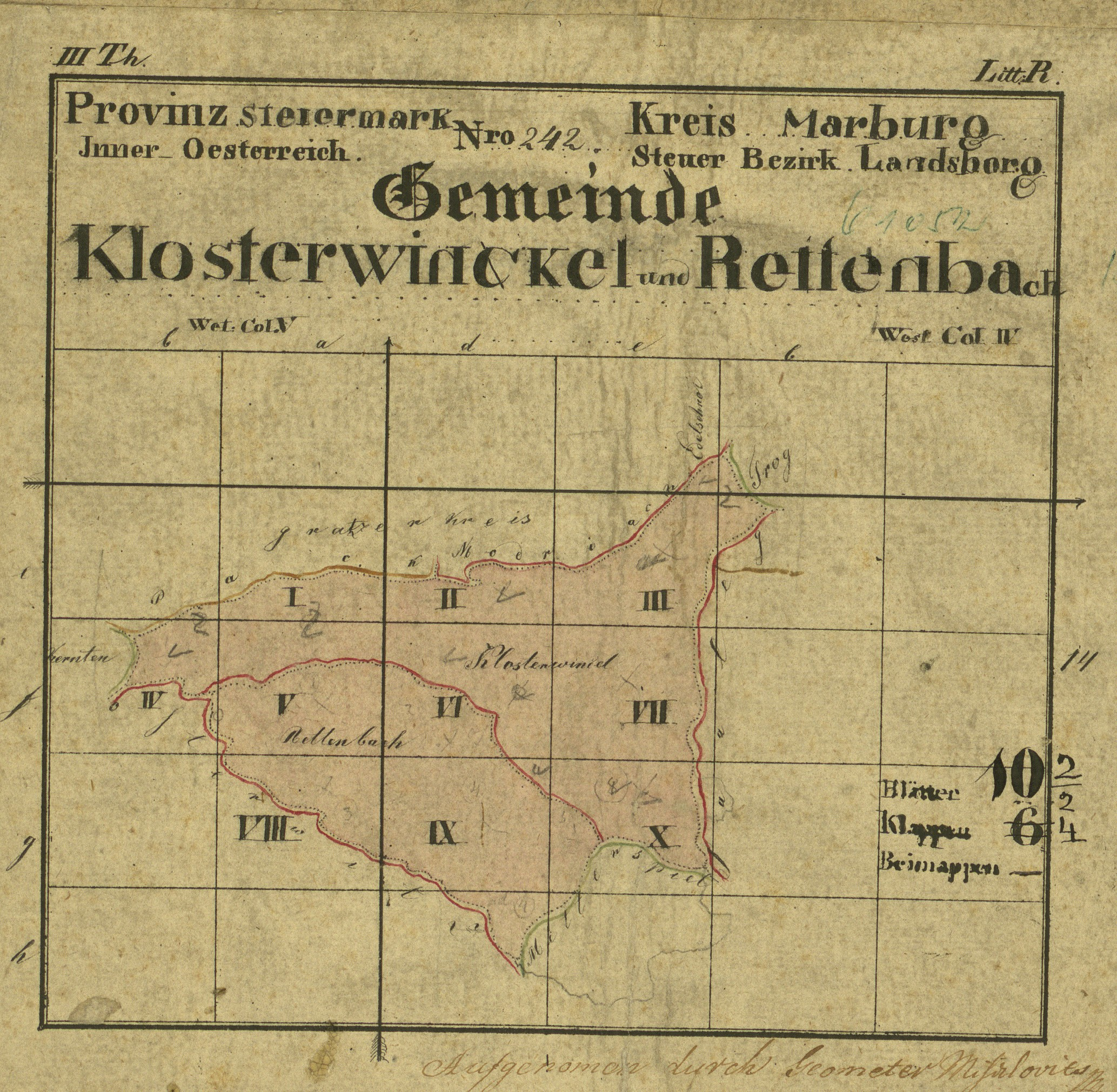
Planskizze auf der Urmappe des Franziszeischen Katasters. Gemeinde Kloster 1825

Anfangs wurden Baugrundstücke gesondert mit schwarzen Zahlen nummeriert, die anderen Grundstücke erhielten rote Nummern. 1865 wurde eine einheitliche Nummerierung aller Grundstücke angeordnet, ab 1912 waren beide Grundstücksarten in schwarzer Schrift zu nummerieren. Baugrundstücke erhielten zur Unterscheidung einen Punkt vor der Zahl. Diese „Baugrundstücke mit Punkt“ finden sich auch im 21. Jahrhundert in Grundbüchern. Sie können Missverständnisse auslösen: Die Nummern „  . 21 “ und „ 21 “ in einer Katastralgemeinde bezeichnen verschiedene Grundstücke, die weit auseinander liegen können (das 21. unbebaute Grundstück muss sich nicht in der Nähe der 21. Baufläche einer Gemeinde befinden; die Existenz eines Grundstückes mit Punkt bedeutet nicht, dass es auch ein Grundstück ohne Punkt geben muss).
Ergebnis der Aufnahme war eine Gruppe von Blättern, die in einer Mappe gesammelt wurden, samt den angefertigten Hilfsaufzeichnungen, Skizzen und Listen: die Urmappe mit dem Kataster-Operat. Auf der Außenseite des Schutzumschlages der Urmappe befindet sich eine vereinfachte Skizze des Inhaltes (im Alltag „Kroki“ genannt, von frz. crocquis, Skizze).
Die Katasterunterlagen der Gebiete außerhalb der heutigen österreichischen Staatsgrenzen wurden nach Auflösung der Monarchie an deren Nachfolgestaaten übergeben: Diese Bestände befinden sich in Archiven in Italien, Slowenien, Ungarn, der Slowakei, Tschechien, Polen, Kroatien, Rumänien und in der Ukraine.

## Urmappe
Die „Urmappe“ (Originalmappe) bildet den Kernbestand des Katasters: Sie enthält für eine Katastralgemeinde in einem Schutzumschlag aus Karton die originalen, handkolorierten Zeichnungen. Die Vermessungsmitarbeiter sind am unteren Rand genannt. Kleinere Katastralgemeinden können mit einer Nachbargemeinde in einer Mappe zusammengefasst sein. Pro Mappe gibt es ein Blatt, das in Schmuckschrift nähere Angaben über die Lage und Verwaltungszugehörigkeit der Katastralgemeinde macht und das Jahr der Anfertigung sowie die ursprüngliche, manchmal auch eine metrische Maßstabsangabe enthält (Titelblatt). Dieses Blatt ist nicht immer das Blatt I der Mappe.

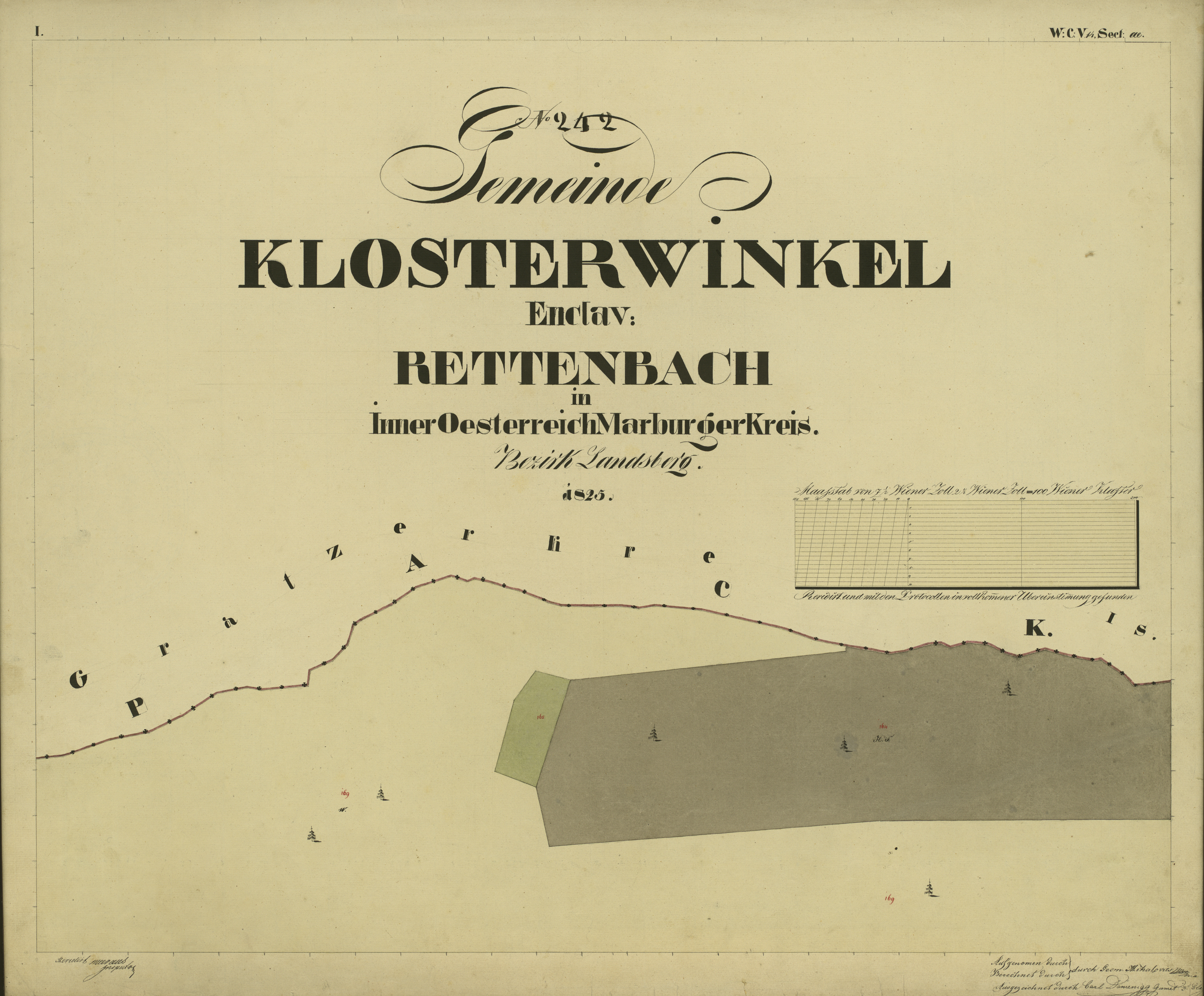
Mappe für zwei Katastralgemeinden: Gemeinde Kloster, Katastralgemeinden Rettenbach und Klosterwinkel
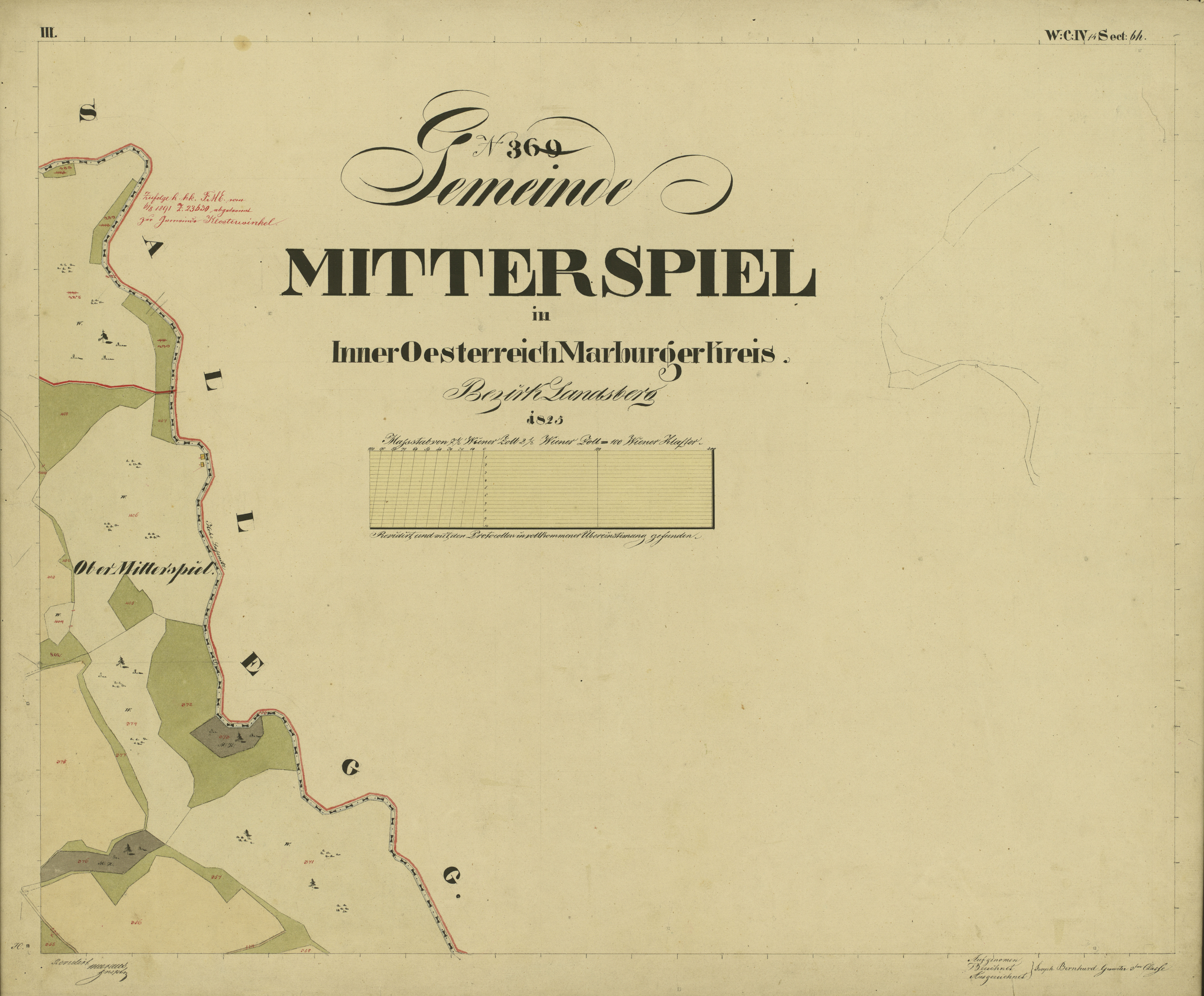
Gemeinde Freiland, Katastralgemeinde Mitterspiel, mit handschriftlichem Nachtrag einer Gebietsänderung
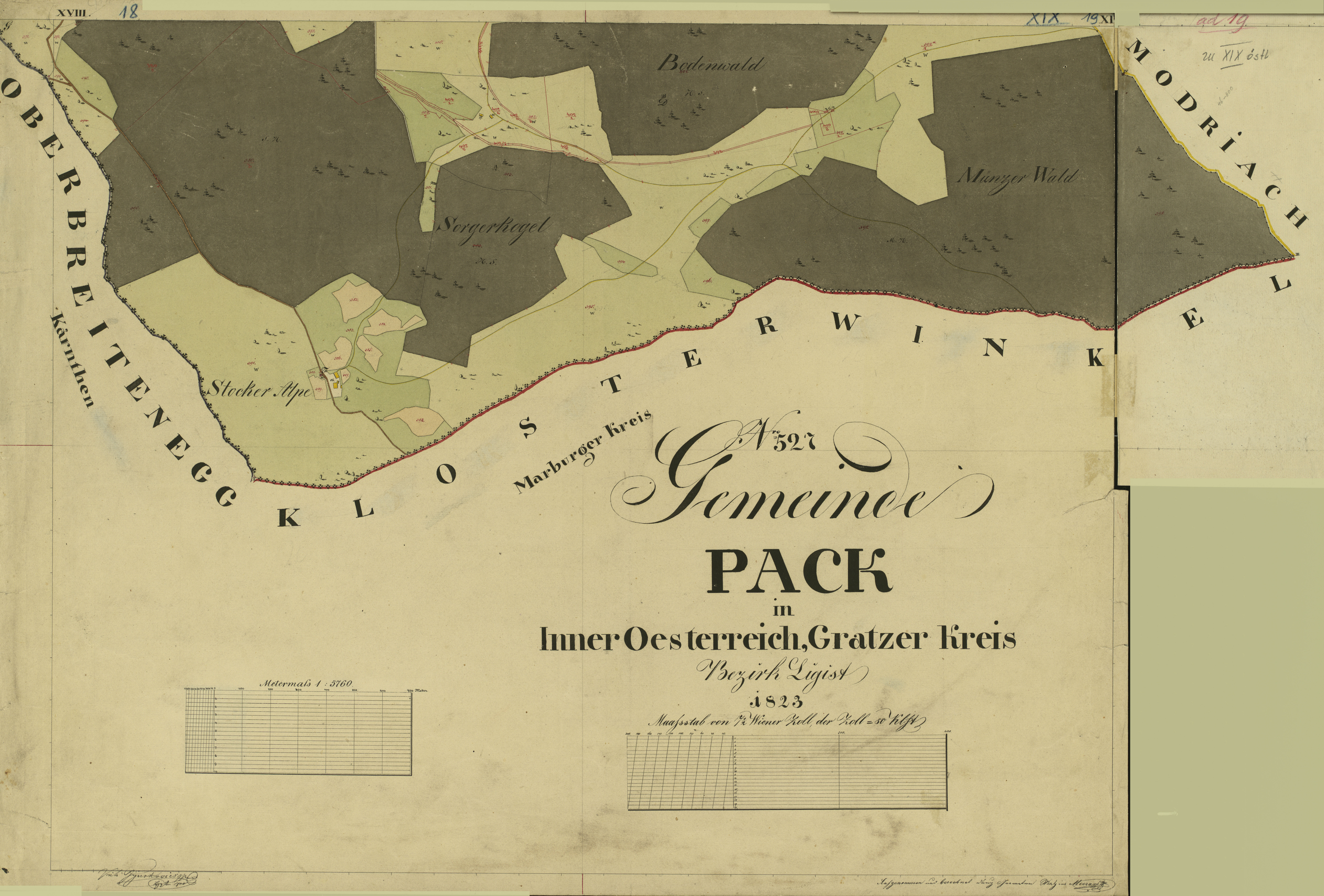
Gemeinde Pack, Ortsteil Packwinkel, mit Klappe rechts oben, Maßstab 1:5760
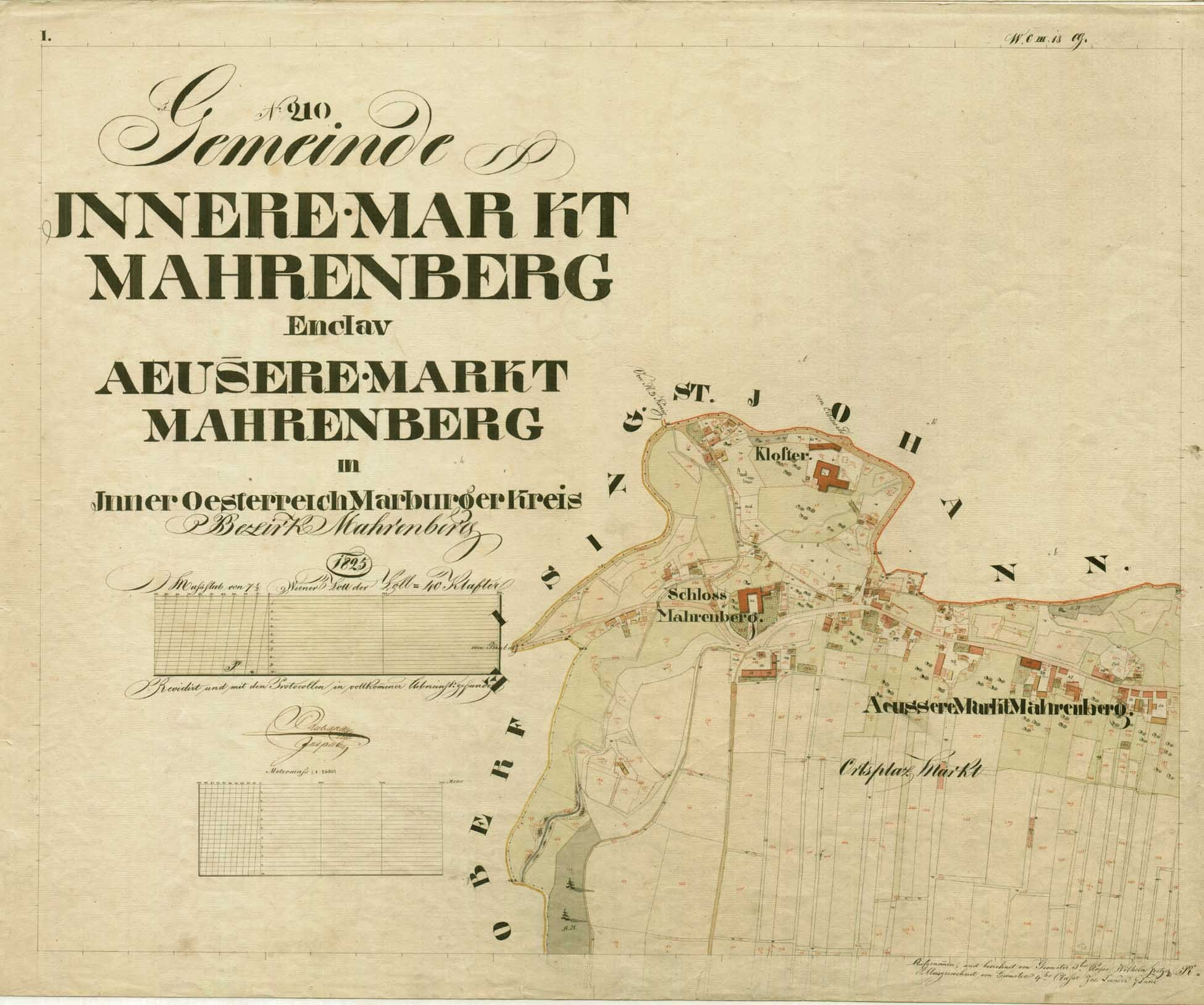
Gemeinde Mahrenberg im Drautal, Untersteiermark, nachgetragene Skala im metrischen Maßstab
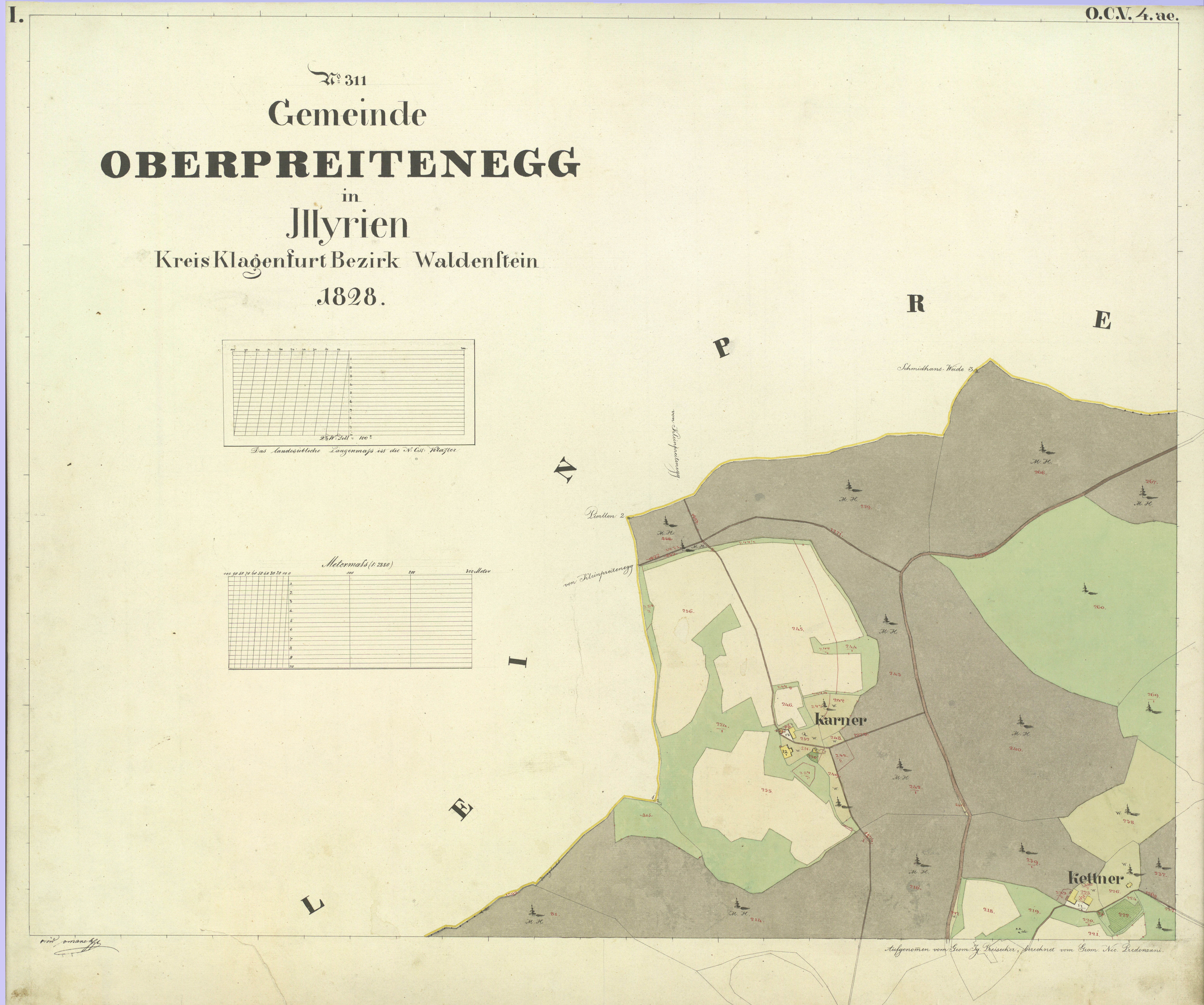
Gemeinde Oberpreitenegg mit der Verwaltungsgliederung 1828: Bezirk Waldenstein, Königreich Illyrien

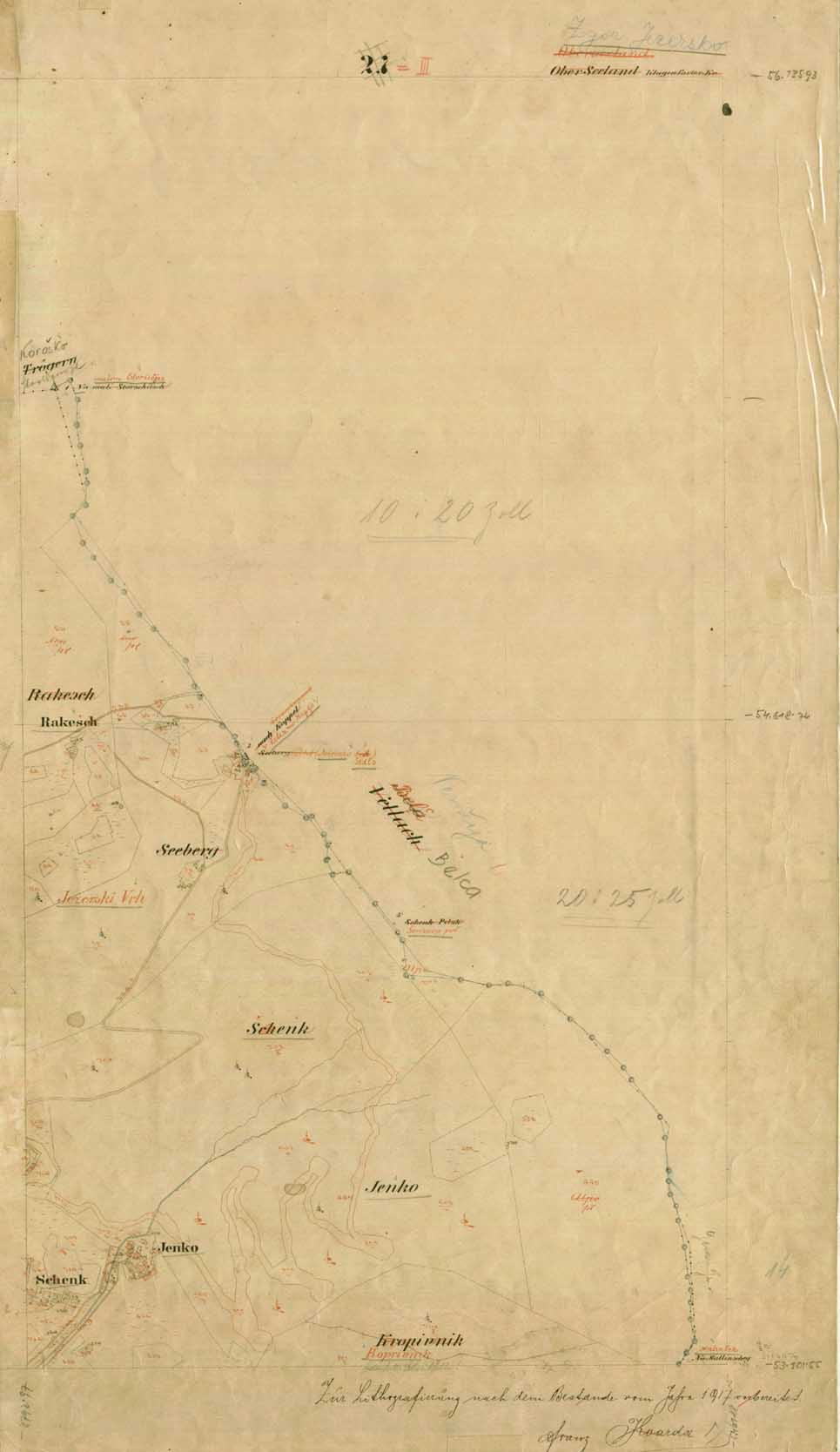
Arbeitsexemplar zum Südhang am Seebergsattel für die Druckauflage (Lithografierung) 1917

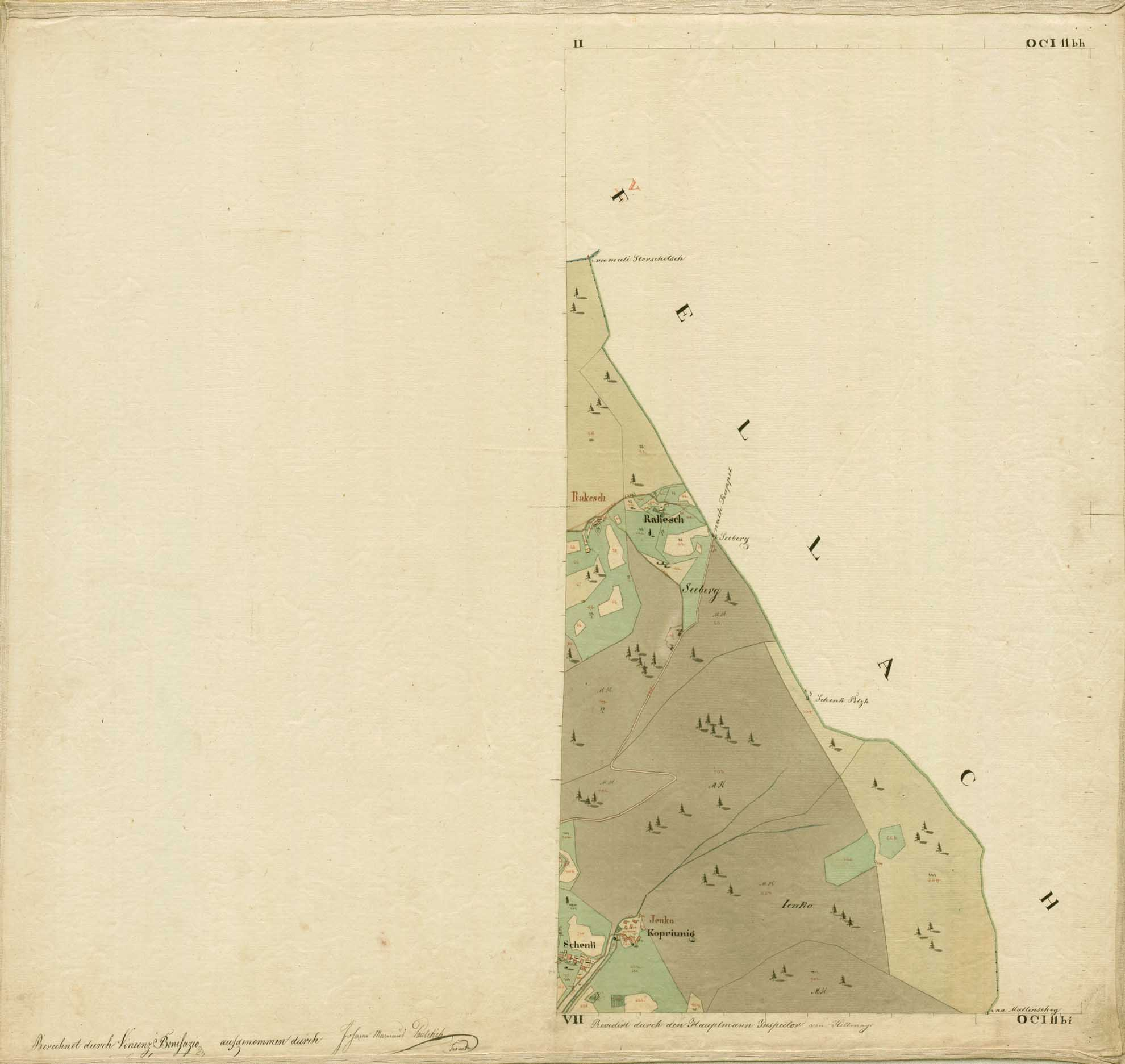
Südhang am Seebergsattel 1826, Gemeinde Seeland

Die Urmappe für die heutigen Gebiete Österreichs wird im Bundesamt für Eich- und Vermessungswesen (Katastralmappenarchiv) in Wien aufbewahrt. Sie ist Kulturgut nach der Haager Konvention, nur unter Aufsicht und mit Handschuhen einsehbar. Gelbe Flecken auf den Rückseiten der Urmappenblätter sind keine Verschmutzungen, sondern Rückstände der verpflichtend vorgeschriebenen Vorgangsweise, das Zeichenpapier vollflächig mit Eiklar auf die Zeichenunterlage zu kleben.
Auf der Urmappe beruht eine Reihe weiterer Unterlagen:
Von der Urmappe wurde im Regelfall innerhalb weniger Monate ein Duplikat (Duplikatmappe) angefertigt. Diese Duplikate befinden sich in den Landesarchiven der österreichischen Bundesländer. Schon diese Kopien sind nicht immer deckungsgleich mit der Urmappe. Sie unterscheiden sich nicht nur in der Darstellung der Blattnummern (meist in der Blattmitte statt am oberen Rand), sondern auch im Blattschnitt: Ungefähr ein Drittel aller Blätter der Urmappe haben angeklebte Anhänge, sogenannte „Klappen“. Zur Vermeidung solcher Klappen sind die Gebiete der Urmappe in den Kopien nicht selten anders dargestellt. Da die Katasterexemplare in den Ländern leichter erreichbar waren, wurden dort auch Veränderungen rascher nachgetragen (oder bei Neuauflagen berücksichtigt) als in der Urmappe, wo Veränderungen teilweise nur durch handschriftliche Vermerke erwähnt sind.
Darüber hinaus wurden „Rektifikationsfassungen“ angefertigt, die den Stand des Katasters in späteren Jahren wiedergeben. Diese Fassungen sind – wie die Blätter der ungarischen Gebiete – nicht mehr vollständig koloriert. Es gibt eine Reihe weiterer Arbeitsblätter und – von Städten – Zusammenstellungen mehrerer, allenfalls weitergeführter, Katasterblätter als Sonderanfertigungen. Außerdem existieren Drucke (Lithografien) von Katasterblättern, für deren Vorbereitung es Arbeitsblätter gab (siehe Bild Seeland, Seebergsattel). Diese Blätter müssen nicht alle Details der Urmappe enthalten und weisen teilweise keine Grundstücksnummerierung auf.

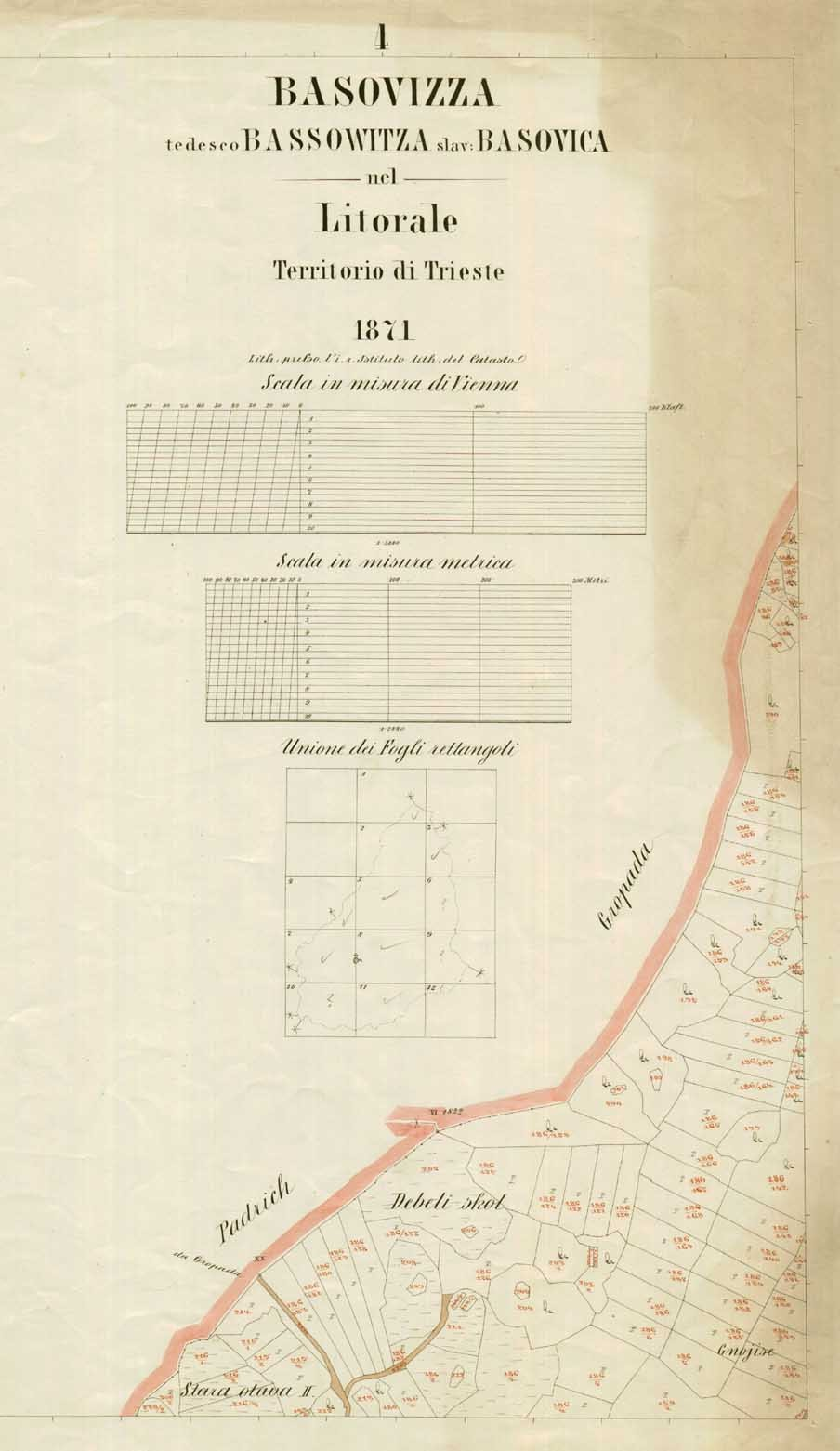
Späte Katasterblätter sind einfacher ausgeführt: Titelblatt von Basovizza bei Triest 1871

Der Bestand des österreichischen Teils der Urmappe ist weitgehend digitalisiert. Ende des Jahres 2008 war die vollständige digitale Erfassung aller Blätter der Urmappe beim Bundesamt für Eich- und Vermessungswesen in Aussicht genommen. Mit einer Dateigröße von 20 bis 30 Megabyte pro Blatt ist dabei zu rechnen (Auflösung 300 dpi). Die in diesem Beitrag und in Internetangeboten verlinkten Bilddateien sind bearbeitete, technisch teilweise stark abgemagerte Versionen, die nicht die technische Qualität der Originaldateien aufweisen.
Die Duplikatmappen der Landesarchive sind teilweise ebenfalls gescannt zugänglich, so beispielsweise die Karten der Mappenkopie (als „Urmappe“ bezeichnet) aus Oberösterreich. Slowenien hat die Exemplare seines Mappenbestandes im Internet zugänglich gemacht.

## Genauigkeit und Verbindlichkeit
Der Schwerpunkt der Angaben im Kataster liegt bei der Bewertung von Liegenschaften: Es werden alle Grundstücke wiedergegeben, auch wenn sie unproduktiv (öd) waren, außerdem Angaben über die Bauart von Häusern: Holzhäuser sind gelb, Steinhäuser rosa, öffentliche Gebäude (Kirchen, Ämter usw.) rot gefärbt. Weideland ist nach Gemeindeweide (GW) und Weide (W) unterschieden und blassgrün gefärbt. Wiesen sind in einem kräftigeren Grünton gehalten. Äcker sind hellbraun, Weingärten rosa gefärbt. Zusätzlich zur Farbe werden die Kulturen durch kleine Symbole bezeichnet (Weinstöcke, Kastanienbäume etc.).
Wälder sind grau gefärbt, es wird nach Nadelwald und Laubwald, aber auch nach dem Alter unterschieden (JM Jungmais, SH Stangenholz, MH Mittelholz, HS hochstämmig schlagbar usw.).

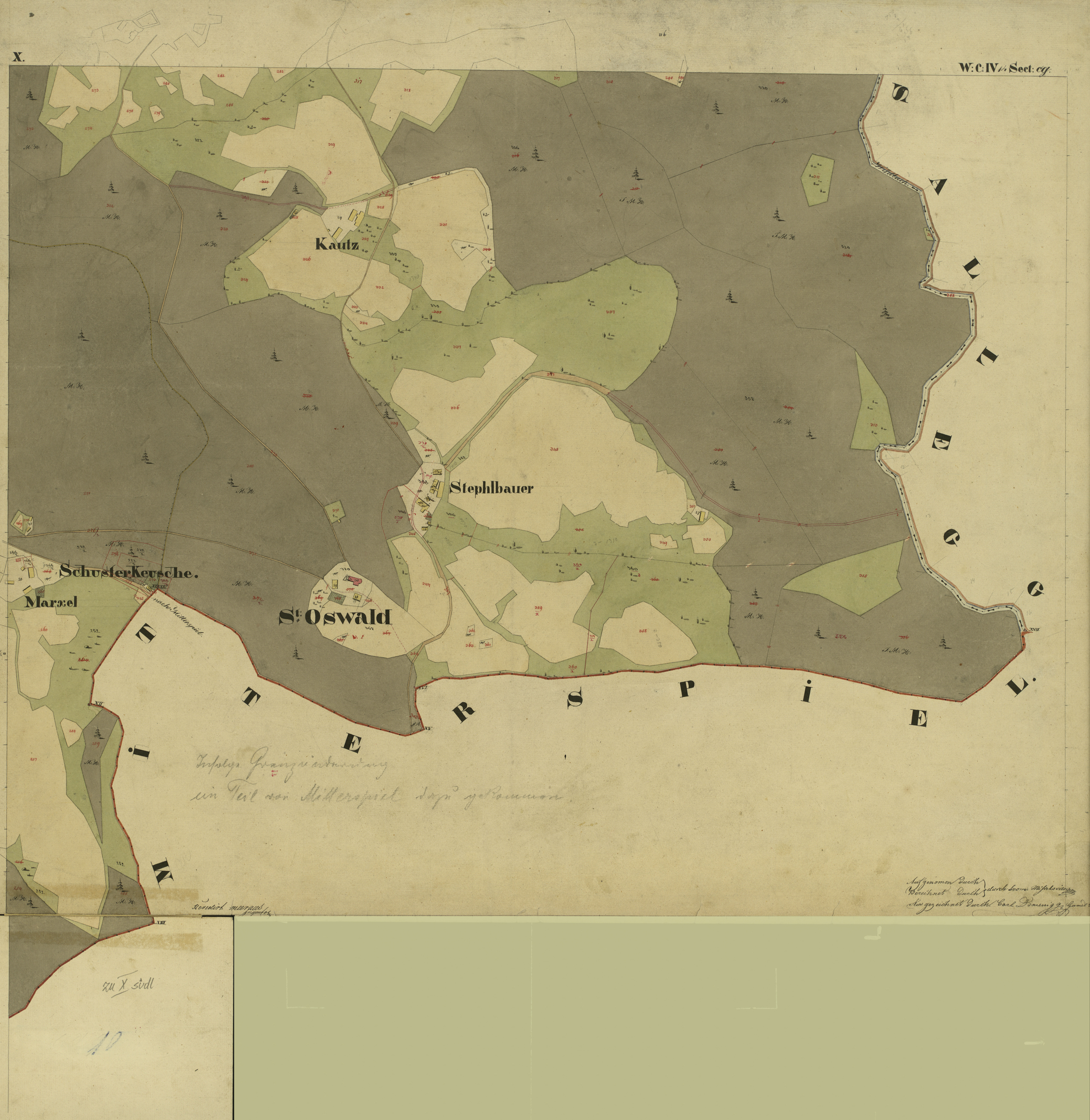
Urmappe mit nachträglichen Wegeeintragungen und handschriftlichem Vermerk über die Änderung der Gemeindegrenze, Gemeinde Kloster

Die Aktualisierung des Katasters stieß bereits im 19. Jahrhundert auf große Schwierigkeiten: Es war keine Gewähr gegeben, dass Veränderungen im Grundstücksbestand auch tatsächlich bis zu den katasterführenden Stellen weitergegeben wurden, abgesehen davon war ein ständiges Nachführen der Blätter durch den geringen Personalstand nahezu unmöglich. Dazu kam, dass bei der Abtrennung von Grundflächen, die nach späteren Regeln genauer ausgemessen wurden, vorher vorhandene Fehler verstärkt auf das verbleibende Restgrundstück durchschlugen (Restflächenproblematik): Werden von einem Grundstück von (lt. Kataster) 1000 m², das in Wirklichkeit nur 980 m² (2 % Fehler) hat, genau vermessene 500 m² abgetrennt, verbleiben als „Restfläche“ 480 m² (4 %, somit doppelter Fehler). Wenn die Vollständigkeit dieser Restfläche maßgeblich für das Bestehen eines Rechts ist (z. B. Eigenjagdrecht, 200 Joch = 115 ha), kann das zum Verlust dieses Rechts führen. Von Gerichten wurden Haftungen der Katasterbehörden für solche Fehler mehrfach abgelehnt, dies unter Hinweis darauf, dass das Ziel des Katasters nicht die verbindliche Flächendarstellung sei.
Die Katasterblätter sind kein Ersatz für Landkarten: Verkehrsverbindungen und Bäche sind meist nur dann verzeichnet, wenn das Wegegrundstück bzw. das Bachbett eigene Grundstücke (Parzellen) bilden. Das ist in der Urmappe nur bei Staatsstraßen (Chausseen) und anderen wichtigen Verbindungswegen der Fall, in späteren Auflagen des Katasters wurde mehr Wert auf die Darstellung dieser Verbindungen gelegt (siehe z. B. die rot angezeichneten Änderungen im Bild rechts rund bei der Kirche St. Oswald und um den Hof Stephlbauer). Veränderungen in Gemeindegrenzen sind in der Urmappe handschriftlich vermerkt.
Der Kataster enthält keine Angaben über Höhenlage wie Festpunkte, Höhenschichtlinien, Schraffen oder Schummerung und keine Angaben über die Neigung von Grundflächen.

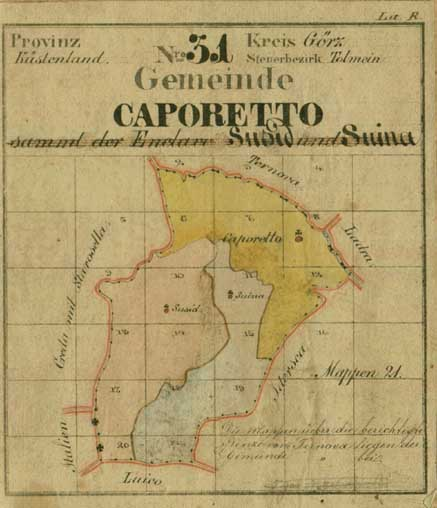
Planskizze auf der Urmappe des Franziszeischen Katasters. Gemeinde Caporetto (Kobarid, Karfreit) im Isonzotal

Untersuchungen im offenen Gelände ließen auf einen mittleren Fehler von 80 cm schließen, in ungünstigem Gelände auch mehr. Allein die mittlere Strichstärke von 0,15 mm ergibt beim üblichen Maßstab 1:2880 eine maximale Genauigkeit von rund 40 cm. Trotz sorgfältiger Aufbewahrung ist auch mit Veränderungen (Schrumpfen, Verziehen) im (handgeschöpften) Papier der Katasterblätter zu rechnen. Die Darstellung im Kataster kann daher bei Längenangaben Abweichungen im Bereich von Metern, bei Flächenangaben von bis zu 20 Prozent aufweisen.
Für eine verlässliche Aussage über den Stand des Katasters zu einem bestimmten Zeitpunkt kann es notwendig sein, sowohl die Urmappe, deren allfällige spätere (Rektifikations-)Fassungen, die Arbeitsaufzeichnungen der Vermessungsbeamten und auch die Exemplare des jeweiligen Landesarchives heranzuziehen. Wenn Grenzen und Flächen eines Grundstückes seit seiner Erfassung im Franziszeischen Kataster nicht nach moderneren Methoden nachgemessen wurden, können sich Angaben vom Beginn des 19. Jahrhunderts auch noch in den Grundbüchern und Grundbuchauszügen des 21. Jahrhunderts finden. Im heutigen Österreich soll die Hälfte aller Grundstücke seit der Katastereintragung noch niemals nachgemessen worden sein.
Die im Franziszeischen Kataster angezeigten Grenzen und Flächen sind nicht rechtsverbindlich. Die Größe von Grundstücken kann sich durch Geländeveränderungen (Umlegung von Wegen, Bodenerosion und Anlandung) und durch Ersitzung von Grundstücksteilen verändert haben. Die Angaben im Kataster können durch Neuvermessung nach den Regeln des Vermessungsgesetzes (Grenzkataster und digitale Katastralmappe) nachgeprüft werden.

## Originalquellen und Zugang zum Franziszeischen Kataster

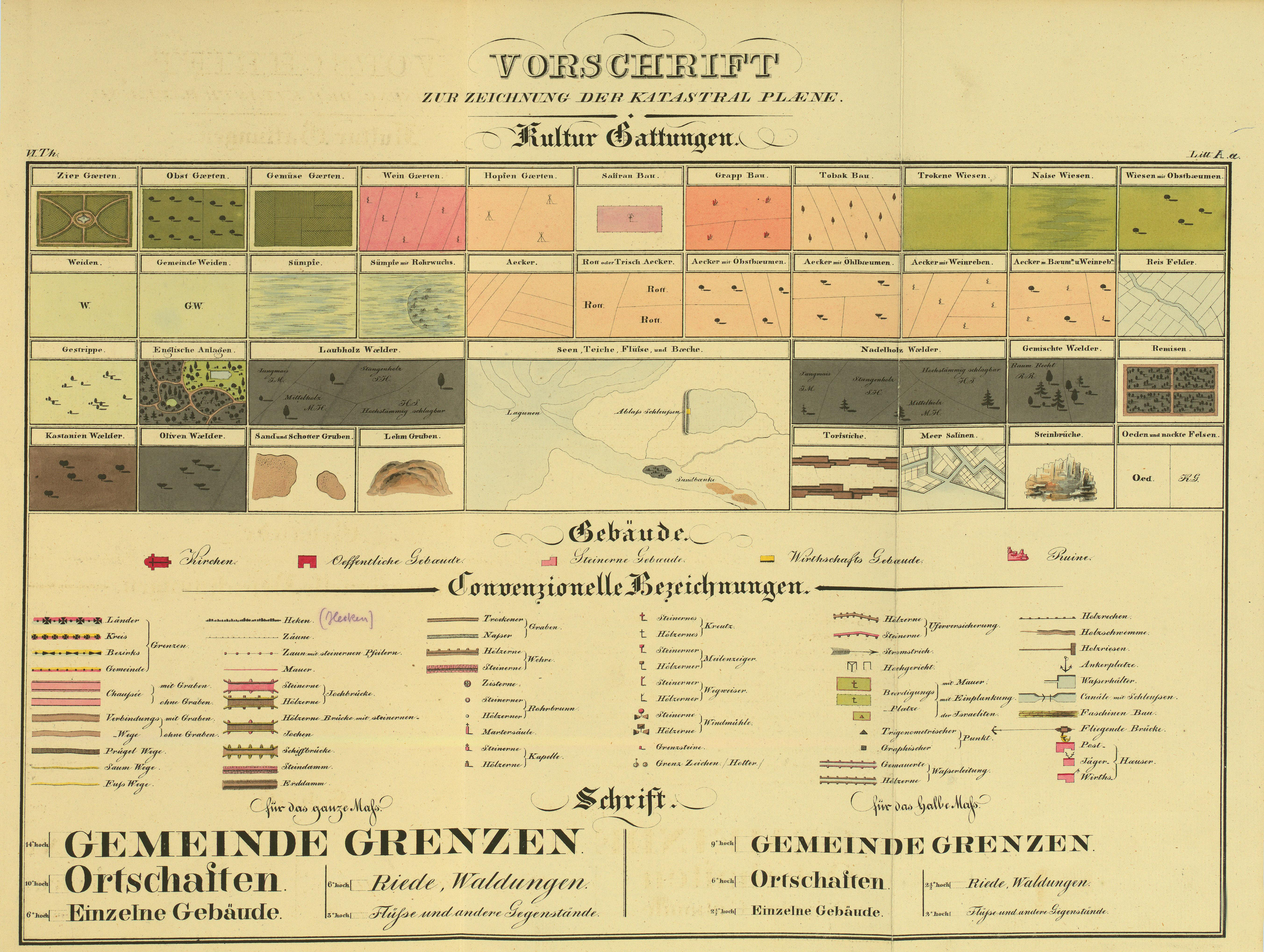
Legende von 1824 für den Historischen Kataster

Die Urmappe für die Gebiete Österreichs wird im Katastralmappenarchiv im Bundesamt für Eich- und Vermessungswesen aufbewahrt. Die anderen Blätter wurden den Nachfolgestaaten übergeben. Die Originale der Franziszeischen Landesaufnahme, 2628 Kartenblätter und abgeleitete Karten, sind im Österreichischen Staatsarchiv/Kriegsarchiv zugänglich.
Digitalisierungen online:
- Katastral-Vermessungs-Instruktion
- Katasterevidenzgesetz 1883

Regional:
- Katasterblätter des Exemplars der Duplikatmappe des Landes Oberösterreich (Kartenlayer bei DORIS intermap)
- Katasterblätter des Exemplars der Urmappe Stand 1857 des Landes Vorarlberg (Kartenlayer bei VOGIS)
- (Seite nicht mehr abrufbar, festgestellt im März 2024. Suche in Webarchiven) sigov3.sigov.si, Katasterblätter aus dem Gebiet von Slowenien (damals Untersteiermark, Krain und Teile von Kärnten, Görz, Rijeka, Triest, Istrien, Übermur bzw. des österreichischen Küstenlandes)
- Katasterblätter für Böhmen, Mähren und Österreichisch-Schlesien aus dem Zentralarchiv für Landesvermessung und Kataster (ZALK)

### Spezielles
- Rainer Feucht: Flächenangaben im österreichischen Kataster. Diplomarbeit am Institut für Geoinformation und Kartografie der Technischen Universität Wien, März 2008 (pdf, geoinfo.tuwien.ac.at).
- Roland Bäck: Der „Franziszeische Kataster“ (1817–1861) als Quelle zur Wirtschafts-, Sozial- und Umweltgeschichte in der Startphase der „Industriellen Revolution“. Digitale Zusammenführung von Archivgut im Rahmen des FWF-Projektes „Franziszeischer Kataster“ im Kärntner Landesarchiv abgeschlossen. In: Carinthia I. Jahrgang 199, 2009, S. 363–368.
- Werner Drobesch: Bodenerfassung und Bodenbewertung als Teil einer Staatsmodernisierung. Theresianische Steuerrektifikation, Josephinischer Kataster und Franziszeischer Kataster. In: Reto Furter, Anne-Lise Head-König, Luigi Lorenzetti (Red.): Les migrations de retour. Rückwanderungen (= Histoire des Alpes – Storia delle Alpi – Geschichte der Alpen 14/2009), S. 165–184.

### Regionales
- Walter Liebhart, Roland Bäck: Das Klagenfurter Becken als Wirtschafts- und Siedlungsraum im 19. Jahrhundert. Kulturflächenverteilung, Land- und Gewässernutzung mit besonderer Berücksichtigung des „Franziszeischen Katasters“ (1817–1861). In: Carinthia I. Jahrgang 199, 2009, S. 369–394.
- Kurt Scharr: Die Franziszeische Katastralmappenaufnahme in der Bukowina. Ihre Bedeutung für die Landeserschließung und als historische Quelle. Mit einer Zusammenfassung in Ukrainischer Sprache. In: Michael Dippelreiter, Sergij Osatschuk (Hrsg.): Czernowitz im Kontext urbaner Prozesse Ostmitteleuropas vom 18. bis zum 20. Jahrhundert. Beiträge der internationalen wissenschaftlichen Konferenz anlässlich der 600-Jahr-Feier der ersten urkundlichen Erwähnung von Czernowitz am 6.–7. Mai 2008, zweisprachiger Tagungsband, Чернівці/Tscherniwzi/Czernowitz 2009, S. 54–68.
- Hannes Obermair, Alessandro Campaner (Bearb.): Die Katastralmappen Südtirols – die Franziszeische Landesvermessung. Südtiroler Landesarchiv, Bozen 2001 (academia.edu).
- Helmut Rumpler (unter Mitarbeit von W. Drobesch, R. Bäck u. Walter Liebhart) (Hrsg.): Der Franziszeische Kataster im Kronland Kärnten (1823–1844) (= Aus Forschung und Kunst 40/1). Verlag des Geschichtsvereines für Kärnten, Klagenfurt am Wörthersee 2013, ISBN 978-3-85454-126-4.
- Helmut Rumpler, Kurt Scharr, Constantin Ungureanu (unter Mitarbeit von W. Liebhart, M. Kollegger, R. Bäck) (Hrsg.): Der Franziszeische Kataster im Kronland Bukowina, Czernowitzer Kreis (1817–1865): Statistik und Katastralmappen (= Veröffentlichungen der Kommission für Neuere Geschichte Österreichs 112). Böhlau-Verlag, Wien/Köln/Weimar 2015, ISBN 978-3-205-79698-5.
- Werner Drobesch (Hrsg.): Kärnten am Übergang von der Agrar- zur Industriegesellschaft. Fallstudien zur Lage und Leistung der Landwirtschaft auf der Datengrundlage des Franziszeischen Katasters (1823–1844) (= Aus Forschung und Kunst 40/1). Verlag des Geschichtsvereines für Kärnten, Klagenfurt am Wörthersee 2013, ISBN 978-3-85454-126-4.

### Bibliographie
- (Seite nicht mehr abrufbar, festgestellt im März 2024. Suche in Webarchiven) bev.gv.at,Literaturverzeichnis des BEV zum Kataster (PDF-Datei, ca. 80 kB).